# Objeto de colección

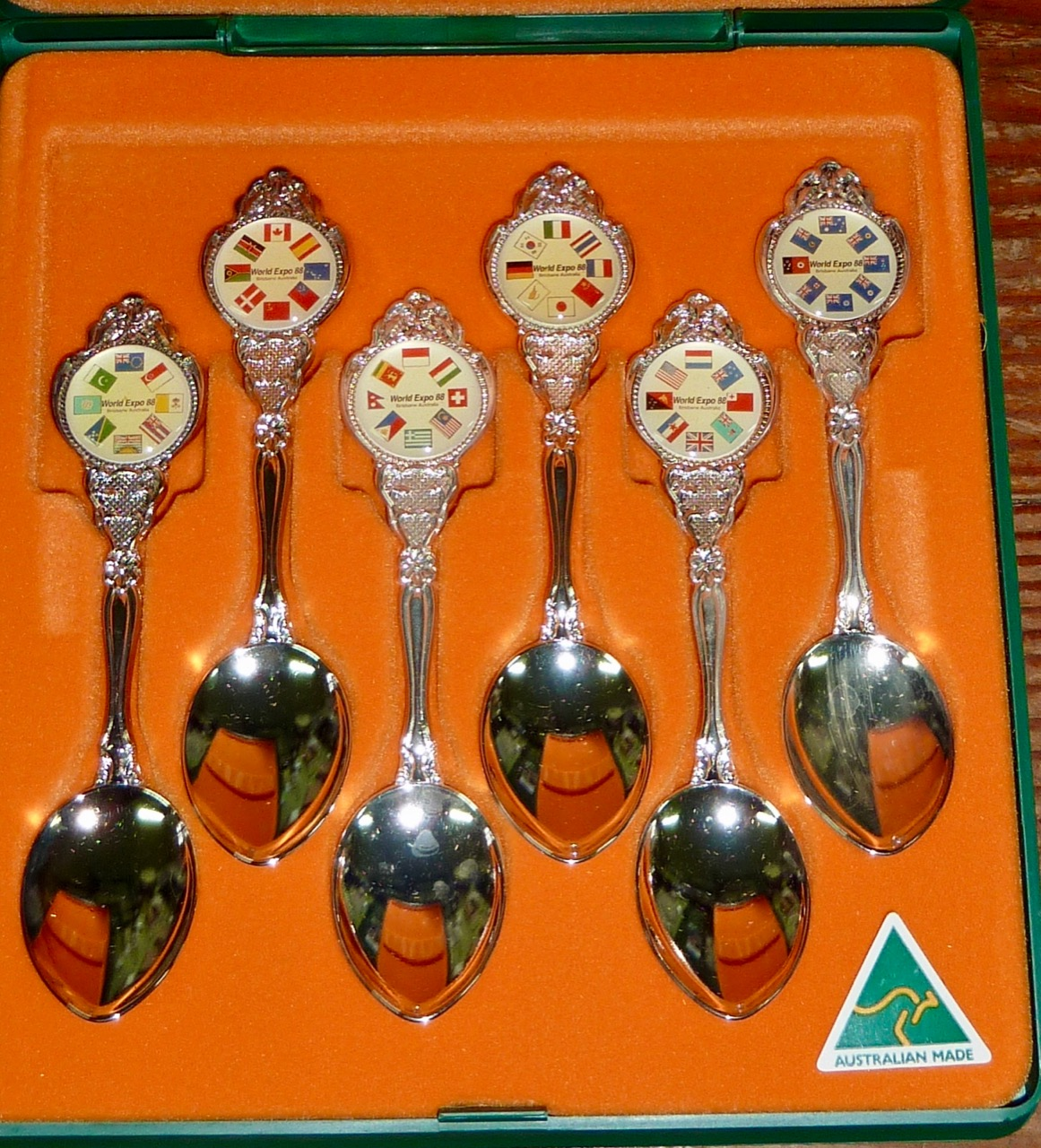
Un conjunto de cucharas de té coleccionables de la World Expo 88Exposición Mundial 88

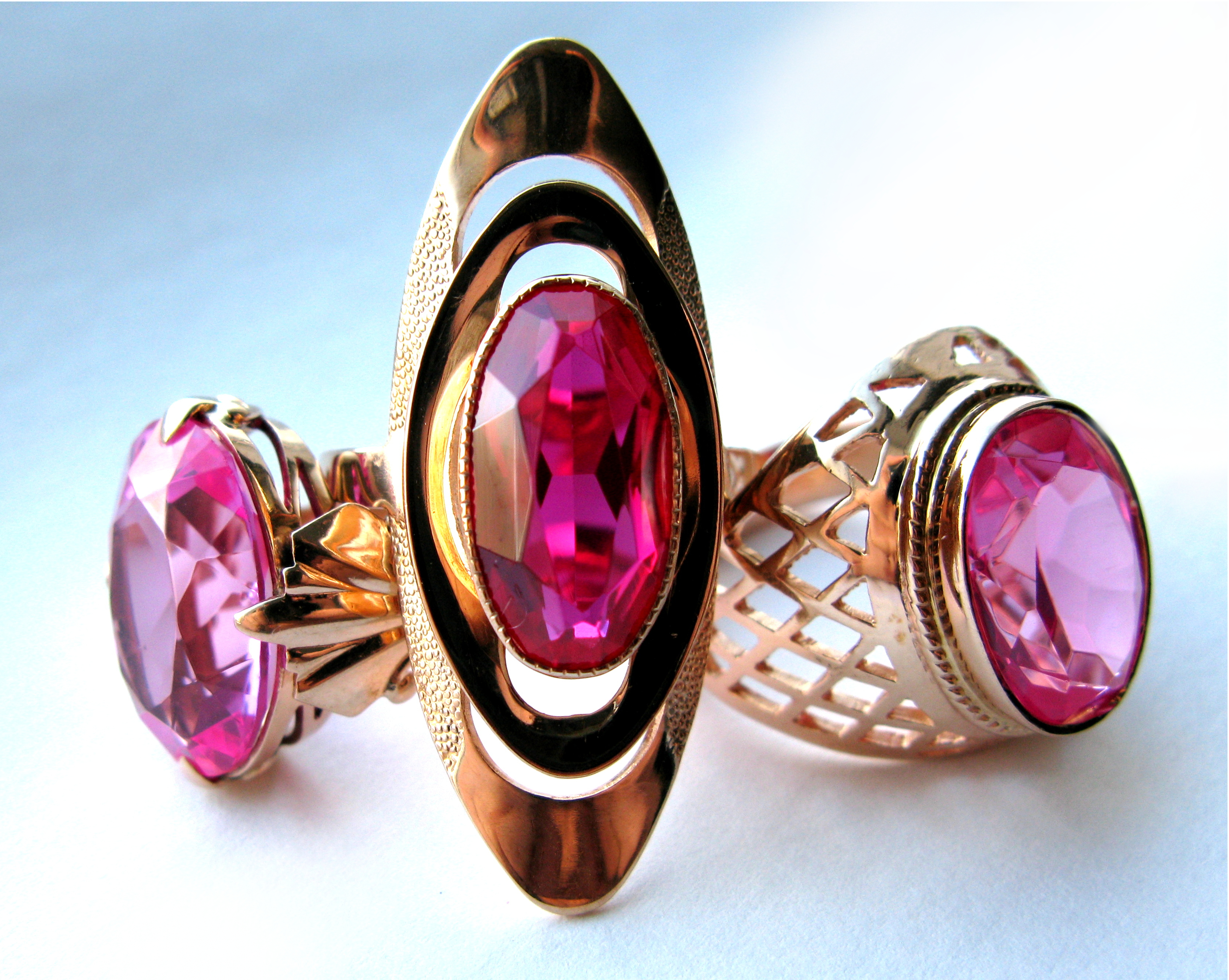
Anillos de oro Soviético coleccionables con rubí

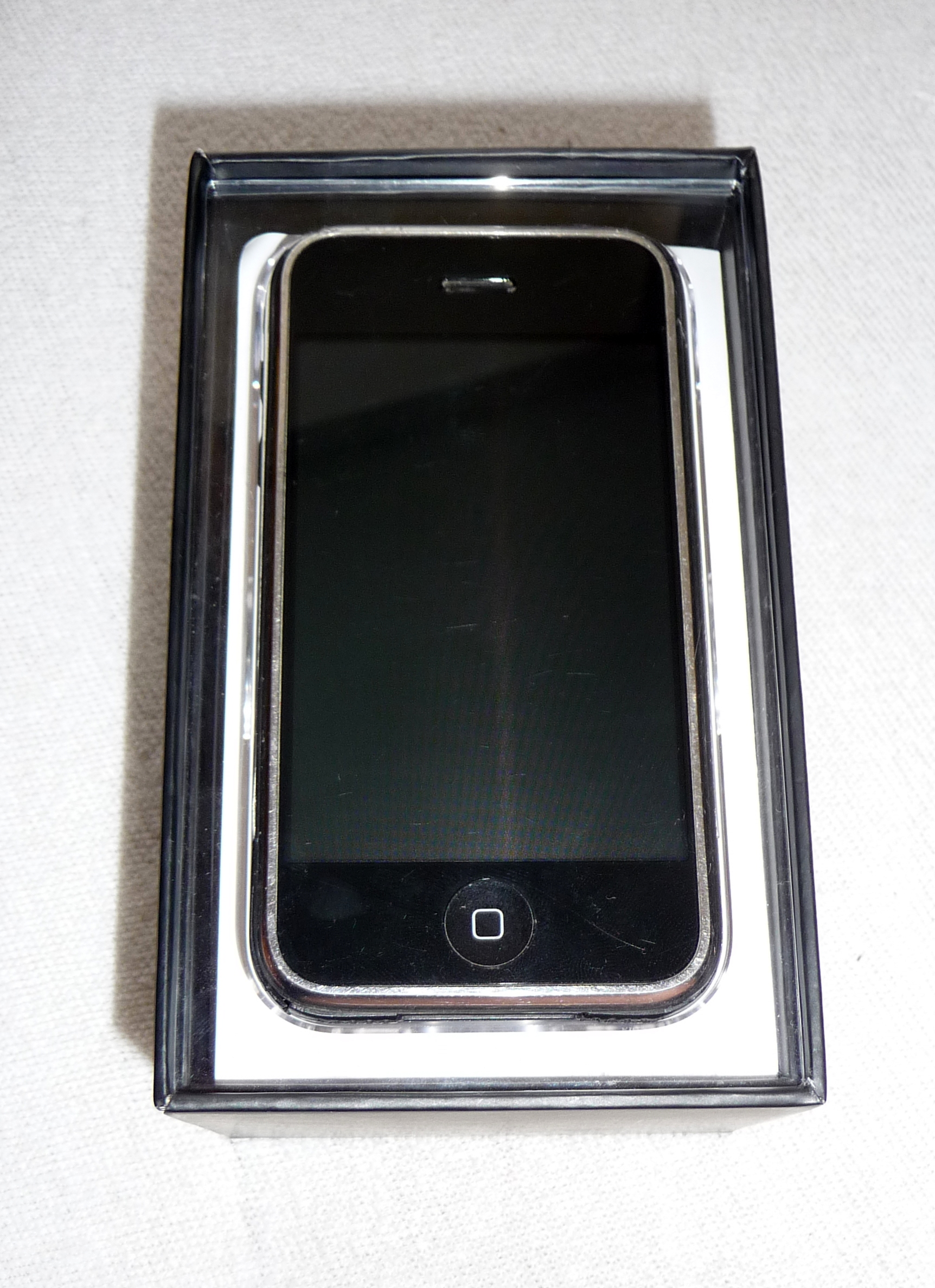
El iPhone original en su caja. Los artículos de “vintage” no abiertos que forman parte de las líneas de marca populares son ampliamente considerados como artículos de coleccionista.

Un objeto de colección o de coleccionista es cualquier objeto considerado como de valor o interés para un coleccionista . Los artículos coleccionables no son necesariamente valiosos o poco comunes.  Existen numerosos tipos de coleccionables y términos para designar este tipo. Una antigüedad es un objeto de colección que es viejo. Una curiosidad es algo que se considera único, poco común o extraño, como un elemento decorativo especial.  Un objeto de colección fabricado es un artículo hecho específicamente para que la gente lo coleccione. 

## Negocio de objetos de colección

### Creado para ser coleccionado
Un objeto de colección "fabricado" (contemporáneo, hecho para ser coleccionado) es un artículo hecho específicamente para que la gente lo coleccione. Algunos ejemplos de artículos que se venden habitualmente como coleccionables incluyen platos, figuritas, campanas, gráficos, vasos y muñecas . Algunas empresas que producen objetos de colección fabricados son miembros de The Gift and Collectibles Guild. 
Las ediciones especiales, las ediciones limitadas y las variantes de estos términos entran dentro de la categoría de coleccionables fabricados y se utilizan como incentivo de marketing para diversos tipos de productos. Originalmente  se aplicaban a productos relacionados con las artes, tales como libros, grabados o música grabada y películas, pero ahora se utilizan para coches, buenos vinos y otros muchos objetos de colección. Una edición especial normalmente incluye algún tipo de material adicional. Una edición limitada está restringida en el número de copias producidas aunque el número puede ser arbitrariamente elevado.

### Coleccionismo en el comercio
Los fabricantes y los minoristas han utilizado objetos coleccionables de diversas formas para aumentar las ventas. Un uso es en forma de coleccionables con licencia basados en propiedades intelectuales como imágenes, personajes y logotipos de literatura, música, películas, radio, televisión y videojuegos. Una gran subsección de licencias incluye publicidad, nombre de marca y objetos de colección de personajes. Otro uso de los objetos coleccionables a la venta al por menor es en forma de premios (artículos de valor nominal empaquetados o incluidos en el precio de un producto minorista sin coste adicional) y delgadas (artículos que se pueden "comprar" canjeando cupones, boxtops o pruebas de compra del producto junto con una pequeña tarifa para cubrir el envío y la manipulación). Aparte de esto, los objetos de colección han tenido un papel importante en el turismo, en forma de souvenirs.
Este otro campo importante del coleccionismo "los souvenirs " también es un gran negocio, de hecho incluye objetos de coleccionismo relacionados con una persona, organización, evento o medios de comunicación, incluidas camisetas, carteles y numerosos otros objetos de col· elección comercializados a los aficionados; pero también incluye elementos efímeros de eventos históricos, mediáticos o de entretenimiento, artículos que debían ser lanzados pero que los fans guardaron y acumularon los coleccionistas. 
Los objetos de colección se han convertido en un mercado enorme a nivel mundial junto con el aumento de la aplicación de fichas no fungibles (NFT) que ahora se utilizan como medio para la venta de objetos de col leccionismo digitales.  El tamaño del mercado de coleccionables en 2020 fue de 360.000 millones de dólares  con un aumento estimado del 4% en 2028. Los objetos de coleccionismo digitales pueden convertirse en un flujo de ingresos fiable para los creadores a medida que las NFT evolucionan y extienden. 

### Coleccionables como inversión
Los objetos coleccionables pueden ser artículos de oferta limitada que se buscan por diversas razones, incluido un posible aumento de valor. En un sentido financiero, los objetos coleccionables pueden verse como una cobertura contra la inflación. Con el tiempo, su valor también puede aumentar a medida que se vuelven más raros a causa de la pérdida, el daño o la destrucción. Un inconveniente de invertir en objetos de colección es la posible carencia de liquidez, especialmente para artículos muy oscuros. También existe riesgo de fraude. 
Los años sesenta hasta principios de los noventa fueron importantes años para la fabricación de objetos de colección contemporáneos. Aunque algunas personas compraron objetos de colección contemporáneos para disfrutar y utilizarlos, muchos los compraron como inversiones. Se desarrollaron mercados especulativos para muchas de estas prendas. Dado que tanta gente compró con fines de inversión, los duplicados son habituales. Y aunque muchos objetos de colección se etiquetaron como "ediciones limitadas", el número real de artículos producidos era muy grande. En consecuencia, hay muy poca demanda de muchos (pero no de todos) artículos producidos durante este período de tiempo, y sus valores de mercado a menudo son bajos. 

### Coleccionismo digital
La colección digital tiene lugar en la cadena de blogs y se popularizó a finales de 2020 con la locura de NFT de 2020-2021 . Los coleccionistas pueden comprar, intercambiar e intercambiar artículos digitales (NFT) asociados habitualmente a imágenes u obras de arte. Estos artículos suelen comprarse con criptomoneda, aunque muchos mercados también han permitido comprar NFT mediante tarjetas de crédito estándar. Al igual que en la colección física, los artículos pueden tener valor por distintos motivos, pero no son necesariamente valiosos económicamente, raros, poco comunes o estéticamente agradables. Las Curio Cards, Rare Pepe o CryptoPunks se encuentran entre los primeros casos de coleccionismo digital. El coleccionismo digital también se aplica a las obras de arte digitales . 

## Historia
El deseo de coleccionar objetos inusuales y fascinantes es primordial y no se limita a los humanos hay algunas especies animales que también lo hacen, por ejemplo los cuervos, los jardineros, los neotomas... El Gabinete de Curiosidades del Renacimiento fue un antecedente tanto de los museos modernos como del coleccionismo moderno. 
Los primeros objetos de colección fabricados se incluyeron como incentivos con otros productos. Los artículos populares desarrollaron un mercado secundario ya veces se convirtieron en objeto de "manías coleccionables" como paquetes de cigarrillos o libritos de cerillas . Por último, muchos artículos coleccionables se vendían por separado, en lugar de utilizarse como herramientas de marketing para aumentar el atractivo de otros productos. 
Para fomentar el coleccionismo, los fabricantes crean a menudo una serie entera de un objeto de colección determinado, con cada artículo diferenciado de alguna manera. Entre algunos ejemplos hay por ejemplo los cromos deportivos que representan jugadores individuales o en equipos. Los entusiastas intentan a menudo reunir un conjunto completo de las variaciones disponibles. 
Las ediciones de coleccionista son otra forma de apoyar a los coleccionistas. Normalmente se producen en cantidades limitadas y contienen contenido adicional que puede ser valioso para un coleccionista. Esta práctica es sobre todo popular en videojuegos . 